# Der Tod auf dem Nil

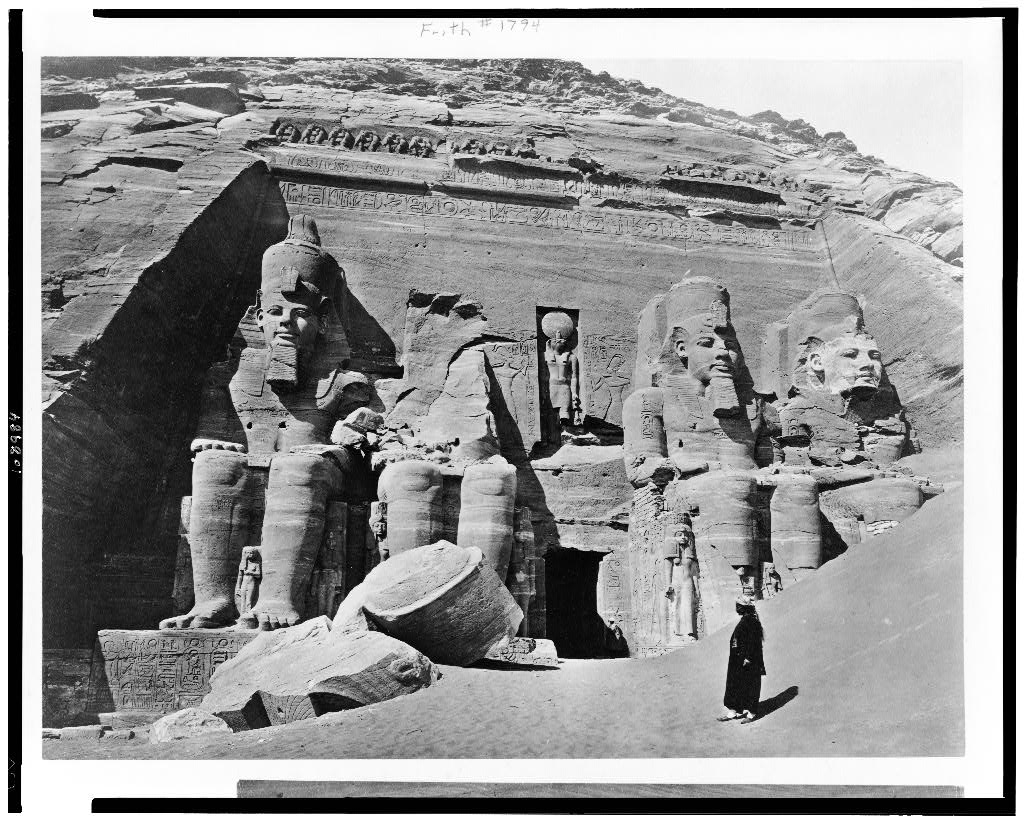
Einem ersten Mordversuch vor dem Großen Tempel von Abu Simbel, bei dem ein herabstürzender Felsbrocken sie nur knapp verfehlt, kann Linnet Doyle noch entgehen.

Der Tod auf dem Nil (Originaltitel Death on the Nile) ist ein Kriminalroman von Agatha Christie. Der 1937 erschienene, vorwiegend in Ägypten spielende Roman mit dem Meisterdetektiv Hercule Poirot zählt zu den bekanntesten Werken von Christie. Er wurde für das Theater adaptiert und mehrfach verfilmt, unter anderem 1978 mit Peter Ustinov in der Rolle des Poirot.

## Handlung
Die schöne Millionenerbin Linnet Ridgeway heiratet den ehemaligen Verlobten ihrer Freundin Jacqueline de Bellefort, Simon Doyle. Während der Hochzeitsreise werden sie beständig von Jacqueline verfolgt, die sich so an dem Paar rächen will. In Ägypten angekommen, wendet sich Linnet Doyle an Hercule Poirot, damit er diesen Unannehmlichkeiten ein Ende bereite, wozu sich dieser außerstande erklärt. Auch als das junge Ehepaar sich auf den Nildampfer Karnak begibt, ist Jacqueline de Bellefort bereits an Bord.
Eines späten Abends, als Linnet Doyle bereits schläft, zückt Jacqueline in betrunkenem Zustand ihre Waffe und schießt damit Simon eine Kugel ins Bein. Dieser bittet die beiden Augenzeugen Mr. Fanthorp und Miss Robson darum, auf sie aufzupassen, damit sie sich selbst nichts antun könne.
Am Morgen darauf wird Linnet Doyle erschossen in ihrer Kabine aufgefunden. Doch Jacqueline ist während der möglichen Tatzeit von einer Krankenschwester bewacht worden und kann den Mord somit nicht begangen haben. Hercule Poirot und Colonel Race, ein mit den vorläufigen Ermittlungen beauftragter britischer Kolonialbeamter, machen sich an die Aufklärung des Mordes. Race ist eigentlich an Bord gekommen, weil sich unter den Passagieren ein berüchtigter Terrorist verbergen soll. Es bleibt nicht bei dem einen Mord: Zuerst stellt sich heraus, dass Linnet Doyles wertvolle Perlenkette gestohlen wurde, dann wird Louise Bourget, das Dienstmädchen von Linnet, erstochen aufgefunden und schließlich wird die Schriftstellerin Mrs. Salome Otterbourne vor den Augen von Race und Poirot erschossen, als sie diesen eben den Namen des Mörders nennen will.
Poirot ermittelt, dass Simon Doyle und Jacqueline de Bellefort sich immer noch lieben. Beide haben sowohl die Hochzeit als auch den Mord an Linnet Doyle gemeinsam geplant, um an Linnets Vermögen zu kommen. Doyles Verletzung war nur vorgetäuscht, er erschoss seine Frau, während sich alle um Jacqueline kümmerten. Dann schoss er sich selbst ins Bein, um nicht verdächtigt zu werden. Die beiden anderen Morde wurden von Jacqueline verübt, nachdem die beiden Opfer zu erkennen gegeben hatten, dass sie den beiden als Zeugen gefährlich werden könnten.
Am Ende des Romans erschießt Jacqueline de Bellefort zuerst Simon Doyle und schließlich sich selbst. Poirot ahnte dies, unternahm jedoch nichts, da er weiß, dass die Liebe manchmal grausam ist. 

### Figuren
- Hercule Poirot, belgischer Meisterdetektiv
- Colonel Race, britischer Kolonialbeamter, mit Ermittlungen zu den Morden beauftragt
- Linnet und Simon Doyle, junges Ehepaar in den Flitterwochen
- Jacqueline de Bellefort, Doyles ehemalige Verlobte
- Marie van Schuyler, reiche Amerikanerin; Cornelia Robson, ihre jüngere Cousine und Miss Bowers, Miss van Schuylers Krankenschwester
- Mrs. Allerton, ältere Dame, und ihr Sohn Tim
- Andrew Pennington, Linnet Doyles amerikanischer Treuhänder
- Salome Otterbourne, exzentrische Autorin erotischer Romane, sowie ihre Tochter Rosalie
- Mr. Ferguson, junger Mann mit sozialrevolutionären Ansichten
- Dr. Carl Bessner, österreichischer Arzt
- Jim Fanthorp, junger Mann im Dienst von William Carmichael, Mrs. Doyles britischem Anwalt
- Guido Richetti, italienischer Archäologe
- Louise Bourget, Doyles Dienstmädchen
- Fleetwood, Mechaniker an Bord der Karnak

## Bezüge zu anderen Werken
- Tod auf dem Nil ist auch der Titel einer erst 2010 ins Deutsche übersetzten Kriminalgeschichte, die Agatha Christie 1934 in dem Buch Parker Pyne ermittelt veröffentlicht hat. Beide Geschichten haben aber außer dem Titel und dem Schauplatz keine Ähnlichkeiten.
- Ägypten, allerdings zur Zeit der Pharaonen, ist auch in dem Roman Rächende Geister Schauplatz einer Handlung. Erstmals thematisiert die Autorin das Land in der Kriminalgeschichte Das Abenteuer des ägyptischen Grabes aus der 1924 veröffentlichten Sammlung von Poirot-Geschichten Poirot rechnet ab. Christie kannte Ägypten aus ihrer Jugendzeit durch einen längeren Aufenthalt dort gemeinsam mit ihrer Mutter.
- In Kapitel 12 erwähnt Miss Van Schuyler im Gespräch mit Poirot einen gemeinsamen Bekannten, Mr. Rufus Van Aldin, den der Leser aus Der blaue Express kennt.
- In Kapitel 22 erzählt Poirot Colonel Race, dass er schon einmal ein Beweisstück, einen roten Kimono, in seinem Gepäck gefunden hat, ein Bezug zu Mord im Orient-Express.

## Publikationsgeschichte
Er erschien zuerst am 1. November 1937 im Vereinigten Königreich im Collins Crime Club und im folgenden Jahr in den USA bei Dodd, Mead and Company. Die deutsche Erstausgabe wurde vom Scherz Verlag 1959 unter dem Titel Tod auf dem Nil herausgegeben; 2005 erschien eine neue Übersetzung von Pieke Biermann im S. Fischer Verlag.

## Adaptionen für das Theater und den Film
Murder on the Nile (Theaterstück)
Agatha Christie adaptierte den Roman selbst für die Bühne. Die Premiere fand am 17. Januar 1944 im Dundee Repertory Theatre unter dem Titel Hidden Horizon statt. Am 19. März 1946 hatte das Stück seine Premiere im Londoner West End unter dem Titel Murder on the Nile. Die Premiere am Broadway fand am 19. September 1946 statt.
Tod auf dem Nil
Der Roman wurde 1978 mit einer hochkarätigen Besetzung verfilmt. Die Rolle des Hercule Poirot spielt, so wie in noch fünf weiteren Agatha-Christie-Verfilmungen, Sir Peter Ustinov.
Agatha Christie’s Poirot
Für die Fernsehserie Agatha Christie’s Poirot wurde der Roman 2004 mit David Suchet als Poirot adaptiert.
Tod auf dem Nil
Für die Neuverfilmung aus dem Jahr 2022 übernahm Kenneth Branagh sowohl die Regie als auch die Hauptrolle des Hercule Poirot.
Tod auf dem Nil
Im Jahr 2024 hat der amerikanische Stückeschreiber Ken Ludwig ein Theaterstück zu Tod auf dem Nil herausgebracht.

## Ausgaben
- Erstdruck: Fortsetzungsroman in der britischen Wochenzeitschrift The Saturday Evening Post vom 15. Mai 1937 (Volume 209, Nummer 46) bis 3. Juli 1937 (Volume 210, Nummer 1), mit Illustrationen von Henry Raleigh.
- Britische Erstausgabe: Collins Crime Club. London 1937.
- US-Ausgabe: Dodd Mead and Company, New York 1938.
- Deutsche Erstausgabe: Tod auf dem Nil. Die schwarzen Kriminalromane Nr. 114. Scherz Verlag, Bern 1959.
- Neuübersetzung: Der Tod auf dem Nil. Übersetzt von Pieke Biermann. Fischer-Taschenbuch-Verlag, Frankfurt am Main 2005, ISBN 3-596-16541-5.

Hörbücher
- Tod auf dem Nil. 3 CDs. Gelesen von Thomas M. Meinhardt. Regie: Caroline Neven Du Mont. Gekürzte Fassung von Neville Teller. Aus dem Englischen von Dinka Mrkowatschki. Der Hörverlag, München 2003, DNB 969441975.
- Der Tod auf dem Nil. 8 CDs. Ungekürzte Lesung. Sprecher: Martin Maria Schwarz. Regie: Hans Eckardt. Verlag und Studio für Hörbuchproduktionen, Marburg/Lahn 2005, DNB 976075962.
- Tod auf dem Nil. 1 MP3-CD. Ungekürzte Lesung. Sprecher: Gerd Anthoff. Aus dem Englischen von Pieke Biermann. Der Hörverlag, München 2013, DNB 1034164066.